# Funkmeßaufklärungsstation PSNR-1

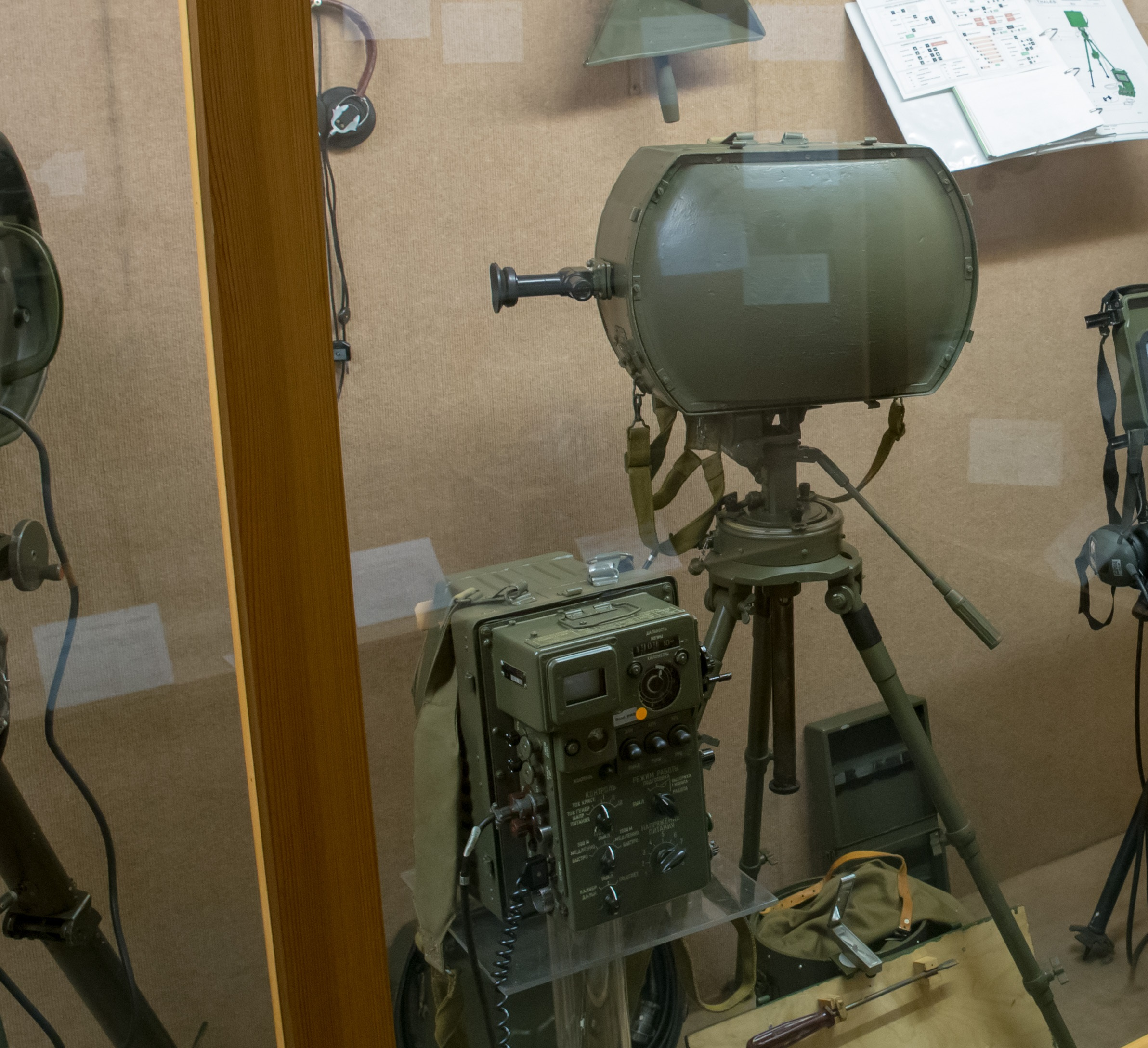
Funkmeßaufklärungsstation PSNR-1, 1RL125, Buzz Stand, in der Wehrtechnischen Studiensammlung Koblenz

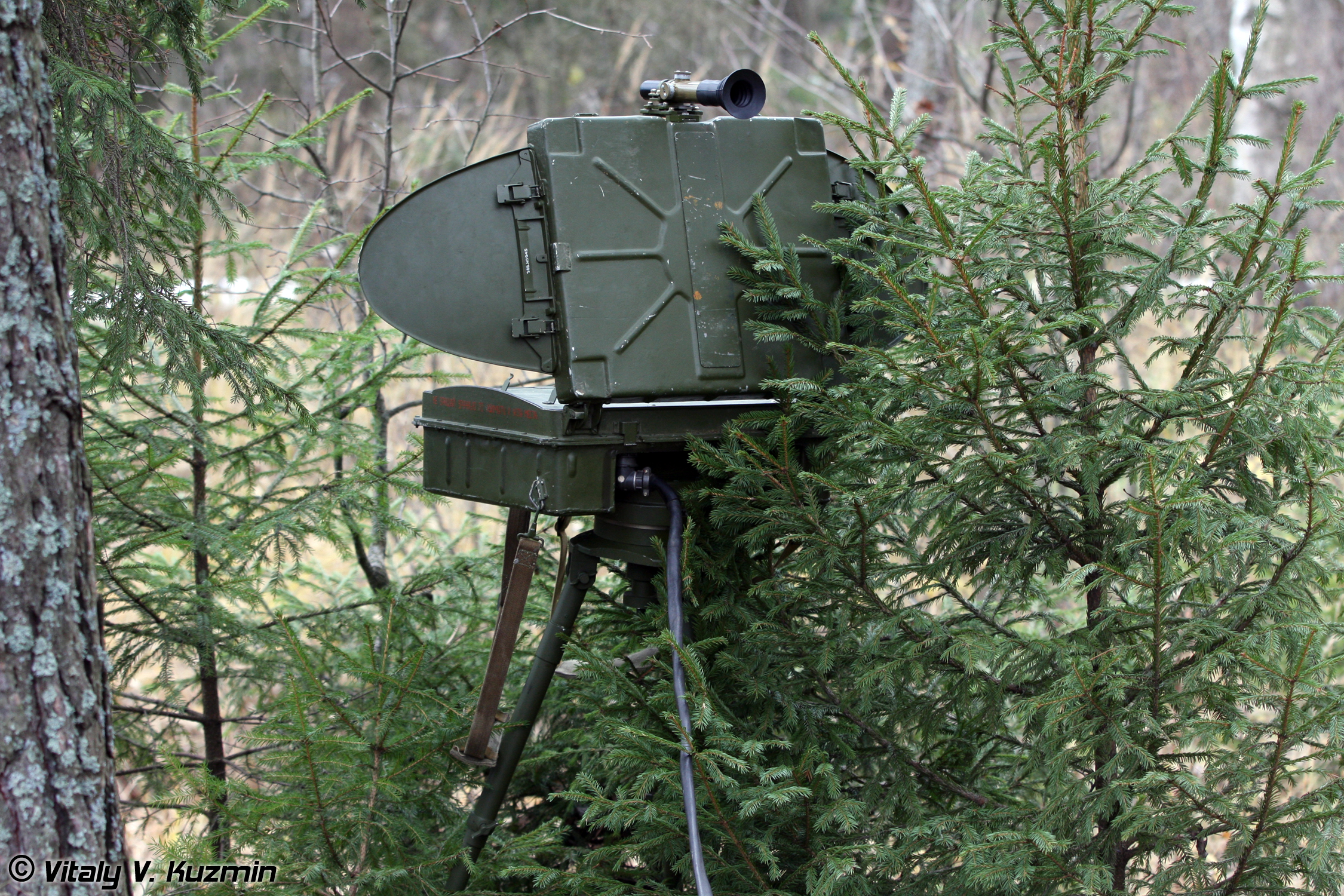
Nachfolgegerät Aufklärungsstation PSNR-5, 1RL133, Tall Mike

Die Funkmeßaufklärungsstation PSNR-1 (auch Artilleriefunkmessaufklärungsstation PSNR-1, russisch 1РЛ125 - переносная станция наземной разведки ПСНР-1 "Подъем", GRAU-Index: 1RL125,  NATO-Codename: Buzz Stand)  ist ein sowjetisches Gefechtsfeldradar.

## Beschreibung
Die Artilleriefunkmessaufklärungsstation PSNR-1 diente für die Artillerie zur Aufklärung bewegter Ziele, Bestimmung der Bewegungsrichtung von Zielen sowie deren Entfernung und Seitenwinkel. Es basiert auf der Anwendung von hochfrequenter Radar-Technik. Das Gerät besteht aus einem HF-Teil mit Sender und Empfänger, einem Anzeigegerät einem Stativ mit Behälter, drei Akkumulatorblöcken und einem Verbindungskabel. Zur Ausstattung gehören ferner drei verschiedene Magnetrone vom Typ A, B und C und ein Kopfhörer zur akustischen Auswertung. Von den drei verschiedenen Magnetronen durften im Frieden nur der Typ A genutzt werden. Das System wiegt 59 kg und arbeitet mit einer Frequenz von 9,66 GHz. Die Aufklärungstiefe beträgt bis zu 10 km. Es ist eine Bedienmannschaft von 4 bis 5 Personen vorgesehen. Das System wurde 1966 eingeführt und kann in Transportbehältern mit Fallschirmen abgeworfen werden.
Nach PSNR-1 kam  PSNR-2 (NATO-Codename: Garpin) und etwa ab 1974 das PSNR-5 (GRAU-Index: 1RL133, NATO-Codename: Tall Mike). Die letzte Folgeversion ist als PSNR-8 (ПСНР-8М «Кредо-М1» (1Л120М)) bekannt.